# El Radical (Tortosa)
El Radical fue un semanario político editado en Tortosa entre 1932 y 1933.

## Historia
Nació a finales de 1932. Adscrito al Partido Republicano Radical, mantuvo una línea editorial de corte lerrouxista. Tuvo una corta vida, y sólo se publicó entre 1932 y 1933.
El semanario llegó a contar con destacados colaboradores, entre los cuales destacan Juan de la Ribera, Juan Palau Mayor, Prudencio Bés, Ricardo García Prieto, Pedro del Ebro, Tomás Aznar Peralta, Mateo Santos, Rosa Arciniega, Cristóbal de Castro, Salvador Sediles, José María Pla y Royo Segarra, etc.